# FullSIX
Fullsix Group, anciennement Grey Interactive, est un groupe indépendant de communication d’origine française. Il a été fondé à Paris par Marco Tinelli en 1998. Il est intégré au réseau Havas Worldwide depuis 2015.

## Histoire
- 1998 : six associés fondent Grey Interactive Paris.
- 1999 : lancement au Royaume-Uni, en Italie et au Portugal.
- 2001 : Grey Interactive devient Fullsix et fusionne avec Inferentia DNM (cotée sur le nouveau marché de Milan).
- 2004 : Lancement de Fullsix à New York.
- 2005 : Lancement de Fullsix Asie à Shanghai, du réseau 6:AM (France, Italie), du réseau SixandCo (France et Royaume-Uni).
- 2006 : Lancement du réseau OTO Research (France, Italie), Acquisition de SEMS (Search Marketing), Lancement de Fullsix Espagne.
- 2007 : Lancement de Fullsix Allemagne, de Backelite, de 6:AM Royaume-Uni.
- 2008 : Rachat de Fullsix par son management et le fonds d’investissement Cognetas.
- 2010 : Rachat de The Grand Union au Royaume-Uni[2],[3]
- 2011 : Lancement de l'incubateur FullBooster et acquisition de Novalem (Search Marketing).
- 2012 : Lancement d'une extension d'Ekino en Pologne appelée Cognifide-Ekino (équipe ingénierie et contrôle de qualité).
- 2015 : Lancement de Fullsix Air[4].
- 2015 : Rachat de Fullsix Group par le Groupe Havas dirigé par Yannick Bolloré[1].
- 2016 : Lancement de Fullsix Life[5].
- 2016 : Lancement de Fullsix Media. L’agence Forward Media intègre Fullsix Media[6].
- 2017 : Arrivée de Jean-Marc Huleux, Jean-François Goize et Samir Amellal[7] à la tête du groupe France.
- 2020 : Création de BETC Fullsix. Présidente : Thiphaine Ruault du Plessis

## Informations économiques
Le président de Fullsix Group est Marco Tinelli.
Filiale du groupe Havas, le groupe Fullsix opère dans 7 pays (Paris, Londres, Lisbonne, Madrid, Milan, New York & Vietnam)[réf. nécessaire] réunissant un peu plus de 700 collaborateurs[Quand ?].